# Copa de baloncesto de Italia 2017
La 49ª edición de la Copa de baloncesto de Italia (en italiano Coppa Italia y por motivos de patrocinio PosteMobile Final Eight ) se celebró en Rimini del 16 al 19 de febrero de 2017.

## Clasificación
Lograban la clasificación para disputar la Coppa Italia los ocho primeros clasificados de la Lega al final de la primera vuelta de la competición.
| Pos. | Equipo                    | PJ | G  | P | GF   | GC   | DG   | Pts | Clasificación                      |
| ---- | ------------------------- | -- | -- | - | ---- | ---- | ---- | --- | ---------------------------------- |
| 1    | EA7 Emporio Armani Milano | 15 | 13 | 2 | 1335 | 1195 | +140 | 28  | Clasificados como cabezas de serie |
| 2    | Umana Reyer Venezia       | 15 | 11 | 4 | 1243 | 1205 | +38  | 26  | Clasificados como cabezas de serie |
| 3    | Sidigas Avellino          | 15 | 11 | 4 | 1210 | 1121 | +89  | 26  | Clasificados como cabezas de serie |
| 4    | Grissin Bon Reggio Emilia | 15 | 9  | 6 | 1215 | 1217 | −2   | 24  | Clasificados como cabezas de serie |
| 5    | Betaland Capo d'Orlando   | 15 | 8  | 7 | 1167 | 1152 | +15  | 23  |                                    |
| 6    | Banco di Sardegna Sassari | 15 | 8  | 7 | 1177 | 1118 | +59  | 23  |                                    |
| 7    | Germani Basket Brescia    | 15 | 7  | 8 | 1228 | 1224 | +4   | 22  |                                    |
| 8    | Enel Brindisi             | 15 | 7  | 8 | 1278 | 1242 | +36  | 22  |                                    |

 Fuente: LBA

## Cuadro final
|  | Cuartos de final         | Cuartos de final          | Cuartos de final         |                           |    | Semifinales               | Semifinales           | Semifinales           |  |   | Final                     | Final                 | Final                 |  |
|  | 16-17 de febrero de 2017 | 16-17 de febrero de 2017  | 16-17 de febrero de 2017 |                           |    | 18 de febrero de 2017     | 18 de febrero de 2017 | 18 de febrero de 2017 |  |   | 19 de febrero de 2017     | 19 de febrero de 2017 | 19 de febrero de 2017 |  |
|  |                          |                           |                          |                           |    |                           |                       |                       |  |   |                           |                       |                       |  |
|  |                          |                           |                          |                           |    |                           |                       |                       |  |   |                           |                       |                       |  |
|  | 1                        | EA7 Emporio Armani Milano | 77                       |                           |    |                           |                       |                       |  |   |                           |                       |                       |  |
|  | 1                        | EA7 Emporio Armani Milano | 77                       |                           |    |                           |                       |                       |  |   |                           |                       |                       |  |
|  | 8                        | Enel Brindisi             | 75                       |                           |    |                           |                       |                       |  |   |                           |                       |                       |  |
|  | 8                        | Enel Brindisi             | 75                       |                           | 1  | EA7 Emporio Armani Milano | 87                    |                       |  |   |                           |                       |                       |  |
|  |                          |                           |                          |                           | 1  | EA7 Emporio Armani Milano | 87                    |                       |  |   |                           |                       |                       |  |
|  |                          |                           | 4                        | Grissin Bon Reggio Emilia | 84 |                           |                       |                       |  |   |                           |                       |                       |  |
|  | 4                        | Grissin Bon Reggio Emilia | 4                        | Grissin Bon Reggio Emilia | 84 | 63                        |                       |                       |  |   |                           |                       |                       |  |
|  | 4                        | Grissin Bon Reggio Emilia |                          |                           |    |                           |                       |                       |  |   |                           |                       |                       |  |
|  | 5                        | Betaland Capo d'Orlando   | 61                       |                           |    |                           |                       |                       |  |   |                           |                       |                       |  |
|  | 5                        | Betaland Capo d'Orlando   | 61                       |                           |    |                           |                       |                       |  | 1 | EA7 Emporio Armani Milano | 84                    |                       |  |
|  |                          |                           |                          |                           |    |                           |                       |                       |  | 1 | EA7 Emporio Armani Milano | 84                    |                       |  |
|  |                          |                           | 6                        | Banco di Sardegna Sassari | 74 |                           |                       |                       |  |   |                           |                       |                       |  |
|  | 3                        | Sidigas Avellino          | 6                        | Banco di Sardegna Sassari | 74 | 68                        |                       |                       |  |   |                           |                       |                       |  |
|  | 3                        | Sidigas Avellino          |                          |                           |    |                           |                       |                       |  |   |                           |                       |                       |  |
|  | 6                        | Banco di Sardegna Sassari | 69                       |                           |    |                           |                       |                       |  |   |                           |                       |                       |  |
|  | 6                        | Banco di Sardegna Sassari | 69                       |                           | 6  | Banco di Sardegna Sassari | 77                    |                       |  |   |                           |                       |                       |  |
|  |                          |                           |                          |                           | 6  | Banco di Sardegna Sassari | 77                    |                       |  |   |                           |                       |                       |  |
|  |                          |                           | 7                        | Germani Basket Brescia    | 70 |                           |                       |                       |  |   |                           |                       |                       |  |
|  | 2                        | Umana Reyer Venezia       | 7                        | Germani Basket Brescia    | 70 | 68                        |                       |                       |  |   |                           |                       |                       |  |
|  | 2                        | Umana Reyer Venezia       |                          |                           |    |                           |                       |                       |  |   |                           |                       |                       |  |
|  | 7                        | Germani Basket Brescia    | 76                       |                           |    |                           |                       |                       |  |   |                           |                       |                       |  |
|  | 7                        | Germani Basket Brescia    | 76                       |                           |    |                           |                       |                       |  |   |                           |                       |                       |  |
|  |                          |                           |                          |                           |    |                           |                       |                       |  |   |                           |                       |                       |  |

## Cuartos de final

### Grissin Bon Reggio Emiliavs.Betaland Capo d'Orlando
| 16 de febrero de 2017 | Grissin Bon Reggio Emilia                             | 63–61                                 | Betaland Capo d'Orlando                     |                                                                                                |  |
| 18:00 (CET)           | Parciales: 14–16, 21–17, 15–18, 13–10                 | Parciales: 14–16, 21–17, 15–18, 13–10 | Parciales: 14–16, 21–17, 15–18, 13–10       |                                                                                                |  |
|                       | Estadísticas Aradori 11 Reynolds 8 Aradori, Needham 3 | Reporte Pts Reb Asts                  | Estadísticas Archie 14 Delaš 8 Stojanović 4 | Pabellón: Rimini Árbitros: Roberto Begnis, Alessandro Martolini, Luca Weidmann Televisión: RAI |  |

### EA7 Emporio Armani Milanovs.Enel Brindisi
| 16 de febrero de 2017 | EA7 Emporio Armani Milano                           | 77–75                                 | Enel Brindisi                                   |                                                                                          |  |
| 20:45 (CET)           | Parciales: 28–18, 17–26, 16–17, 16–14               | Parciales: 28–18, 17–26, 16–17, 16–14 | Parciales: 28–18, 17–26, 16–17, 16–14           |                                                                                          |  |
|                       | Estadísticas McLean 14 Mačvan, McLean 7 Kalnietis 7 | Reporte Pts Reb Asts                  | Estadísticas tres jugadores 15 M'Baye 9 Moore 4 | Pabellón: Rimini Árbitros: Tolga Sahin, Dino Seghetti, Alessandro Vicino Televisión: RAI |  |

### Sidigas Avellinovs.Banco di Sardegna Sassari
| 17 de febrero de 2017 | Sidigas Avellino                                           | 68–69                                 | Banco di Sardegna Sassari                            |                                                                                             |  |
| 18:00 (CET)           | Parciales: 22–13, 16–26, 16–17, 14–13                      | Parciales: 22–13, 16–26, 16–17, 14–13 | Parciales: 22–13, 16–26, 16–17, 14–13                |                                                                                             |  |
|                       | Estadísticas Ragland, Thomas 16 Fesenko, Thomas 11 Green 5 | Reporte Pts Reb Asts                  | Estadísticas Stipčević 15 Lacey 7 Stipčević, Lacey 3 | Pabellón: Rimini Árbitros: Dino Seghetti, Carmelo Lo Guzzo, Lorenzo Baldini Televisión: RAI |  |

### Umana Reyer Veneziavs.Germani Basket Brescia
| 17 de febrero de 2017 | Umana Reyer Venezia                     | 68–76                                 | Germani Basket Brescia                 |                                  |  |
| 20:45 (CET)           | Parciales: 15–25, 22–17, 18–14, 13–20   | Parciales: 15–25, 22–17, 18–14, 13–20 | Parciales: 15–25, 22–17, 18–14, 13–20  |                                  |  |
|                       | Estadísticas Bramos 22 Perić 6 Haynes 5 | Reporte Pts Reb Asts                  | Estadísticas Landry 19 Moss 8 Vitali 8 | Pabellón: Rimini Televisión: RAI |  |

## Semifinales

### EA7 Emporio Armani Milano vs. Grissin Bon Reggio Emilia
| 18 de febrero de 2017 | EA7 Emporio Armani Milano                        | 87–84                                 | Grissin Bon Reggio Emilia                                  |                                                                                            |  |
| 17:30 (CET)           | Parciales: 18–26, 27–19, 14–19, 28–20            | Parciales: 18–26, 27–19, 14–19, 28–20 | Parciales: 18–26, 27–19, 14–19, 28–20                      |                                                                                            |  |
|                       | Estadísticas Sanders 22 McLean 7 three players 5 | Reporte Pts Reb Asts                  | Estadísticas Aradori 14 Polonara 6 Della Valle, Kaukėnas 4 | Pabellón: Rimini Árbitros: Carmelo Lo Guzzo, Manuel Mazzoni, Michele Rossi Televisión: RAI |  |

### Banco di Sardegna Sassari vs. Germani Basket Brescia
| 18 de febrero de 2017 | Banco di Sardegna Sassari             | 77–70                                 | Germani Basket Brescia                      |                                                                                              |  |
| 20:45 (CET)           | Parciales: 22–15, 11–24, 27–16, 17–15 | Parciales: 22–15, 11–24, 27–16, 17–15 | Parciales: 22–15, 11–24, 27–16, 17–15       |                                                                                              |  |
|                       | Estadísticas Lacey 15 Lacey 8 Lacey 5 | Reporte Pts Reb Asts                  | Estadísticas Landry 20 Lee Moore 8 Vitali 8 | Pabellón: Rimini Árbitros: Tolga Sahin, Saverio Lanzarini, Gianluca Sardella Televisión: RAI |  |

## Final

### EA7 Emporio Armani Milano vs. Banco di Sardegna Sassari
| 19 de febrero de 2017 | EA7 Emporio Armani Milano                     | 84–74                                 | Banco di Sardegna Sassari                  |                                                                                                  |  |
| 18:00 (CET)           | Parciales: 11–19, 23–17, 22–18, 28–20         | Parciales: 11–19, 23–17, 22–18, 28–20 | Parciales: 11–19, 23–17, 22–18, 28–20      |                                                                                                  |  |
|                       | Estadísticas Hickman 25 Mačvan 7 Cinciarini 4 | Reporte Pts Reb Asts                  | Estadísticas Lacey 15 Lydeka 9 Sacchetti 4 | Pabellón: Rimini Árbitros: Roberto Begnis, Dino Seghetti, Massimiliano Filippini Televisión: RAI |  |